# William Tanui
William Kiptarus Tanui - 22 de febrero de 1964 en Kemeloi, Kenia. Atleta keniano especialista en pruebas de media distancia que se proclamó campeón olímpico de 800 metros en los Juegos de Barcelona 1992.
Comenzó a destacar relativamente tarde en el atletismo. Su primera victoria de cierta importancia data de 1989, en los 1.500 metros de las pruebas de selección de Kenia para los Juegos de la Commonwealth de 1990. En esos Juegos, celebrados en Auckland, fue 6.º clasificado.
Ese mismo año hizo en Bruselas la segunda mejor marca mundial del año en los 800 metros con 1:43,39, solo superado por el británico Peter Elliott. También se proclamó campeón de África de los 800 metros en El Cairo.
Participó en los Mundiales En pista cubierta de Sevilla en 1991, donde cruzó la meta en primer lugar. Sin embargo fue descalificado por salirse de su calle al comienzo de la carrera.
En la temporada al aire libre de 1991 volvió a ser 2.º del ranking mundial con una marca de 1:43,30 hecha en Rieti. El líder del año fue el brasileño José Luiz Barbosa que ganó esa misma carrera con 1:43,08
Su gran momento llegó en los Juegos Olímpicos de Barcelona 1992, cuando logró la medalla de oro batiendo en un cerrado sprint a su compatriota Nixon Kiprotich y al estadounidense Johnny Gray.
Clasificación de los 800 m en Barcelona '92
- 1 - William Tanui (Kenia) 1:43,66
- 2 - Nixon Kiprotich (Kenia) 1:43,70
- 3 - Johnny Gray (EE. UU.) 1:43,97
- 4 - José Luis Barbosa (Brasil) 1:45,06
- 5 - Andrea Benvenuti (Italia) 1:45,23
- 6 - Curtis Robb (GBR) 1:45,57
- 7 - Réda Abdenouz (Argelia) 1:48,34
- Mark Everett (EE. UU.) DNF

En 1993 intento repetir triunfo en los Mundiales al aire libre de Stuttgart, aunque solo pudo finalizar 7.º
En los años siguiente se dedicó sobre todo a los 1.500 metros, prueba donde fue 5º clasificado en los Juegos Olímpicos de Atlanta 1996. 
Su último éxito destacable es la medalla de bronce en los Mundiales En pista cubierta de París en 1997. En los Mundiales En pista cubierta de Maebashi 1999 fue 4.º

## Resultados
- Juegos de la Commonwealth de Auckland 1990 - 6.º en 1.500 m (3:37,77)
- Copa del Mundo de La Habana 1992 - 2.º en 800 m (1:46,14)
- Juegos Olímpicos de Barcelona 1992 - 1º en 800 m (1:43,66)
- Mundiales de Stuttgart 1993 - 7.º en 800 m (1:45,80)
- Copa del Mundo de Londres 1994 - 2.º en 800 m (1:46,84)
- Juegos Olímpicos de Atlanta 1996 - 5º en 1.500 m (3:37,42)
- Mundiales En pista cubierta de París 1997 - 3.º en 1.500 m (3:37,48)
- Mundiales En pista cubierta de Maebashi 1999 - 4º en 1.500 m (3:34,77)

## Marcas personales
- 800 metros - 1:43,30 (Rieti, 6 Sept 1991)
- 1.500 metros - 3:30,58 (Mónaco, 16 Ago 1997)
- Milla - 3:50,57 (Berlín, 26 Ago 1997)